# Округ Хенкок (Тенеси)
Округ Хенкок (енгл. Hancock County) је округ у америчкој савезној држави Тенеси.

## Демографија
По попису из 2010. године број становника је 6.819, што је 33 (0,5%) становника више него 2000. године.
| Група             | 2000.         | 2010.         |
| Белци             | 6.625 (97,6%) | 6.673 (97,9%) |
| Афроамериканци    | 33 (0,5%)     | 24 (0,4%)     |
| Азијати           | 5 (0,1%)      | 7 (0,1%)      |
| Хиспаноамериканци | 25 (0,4%)     | 13 (0,2%)     |
| Укупно            | 6.786         | 6.819         |